# بوينغ إكس بيه-15
بوينغ إكس بيه-15 (بالإنجليزية: Boeing XP-15)‏ هي طائرة مقاتلة أنتجت في الولايات المتحدة. من صناعة بوينغ. كانت تستخدم بشكل أساسي من قبل القوات البرية للولايات المتحدة. كان أول طيران لها في 1930. صنع منها 15 طائرة.